# Resort 白神號列車
Resort 白神號列車（日语： Resort Shirakami）是由东日本旅客鐵道（JR东日本）於1997年4月1日起开行的觀光快速列车。该列车经由日本本州島北部風景壯麗的五能线和奥羽本线，运行区间为秋田站-弘前站或青森站之间。 
车程约5个小时。每天运行三趟往返，其中一列運行於秋田與弘前間，兩列車運行於秋田與青森間。

## 使用车辆
共有三組改裝的KIHA 48柴聯車，每組四輛，基地為秋田，分別稱為橅、青池和くまげら。後來青池編組改用新的HB-E300系列混合动力柴聯車，于2010年12月4日上線。自2016年7月起，以新造的四辆HB-E300系列混合动力柴聯車取代橅編組KIHA 48柴聯車。外观涂装和内部设计由奥山健设计监督。  
- 青池 KiHa 48 4车編組KIHA 48系柴聯車（1997 – 3月– 2010年）
- 橅 KiHa 48 4车編組KIHA 48系柴聯車（自2003年4月起）
- くまげら KiHa 48 4车編組KIHA 48系柴聯車（自2006年3月起）
- 青池 HB-E300系列4车編組HB-E300系列混合动力柴聯車（自2010年12月起）
- 橅HB-E300系列4车編組HB-E300系列混合动力柴聯車（2016年7月16日起）

所有车廂均禁止吸烟，且須預訂座位。  

### KiHa 48 青池

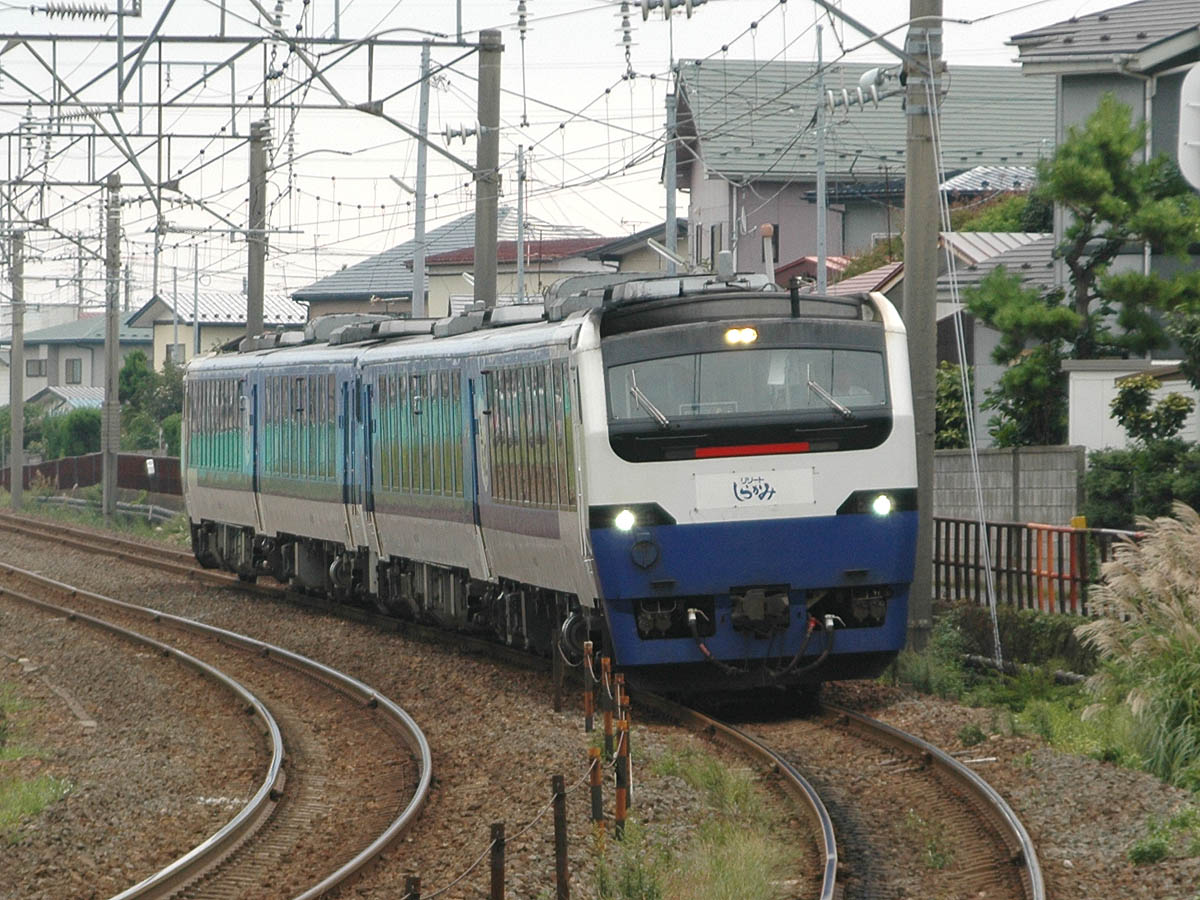
最初的KiHa 48 青池，2005年9月

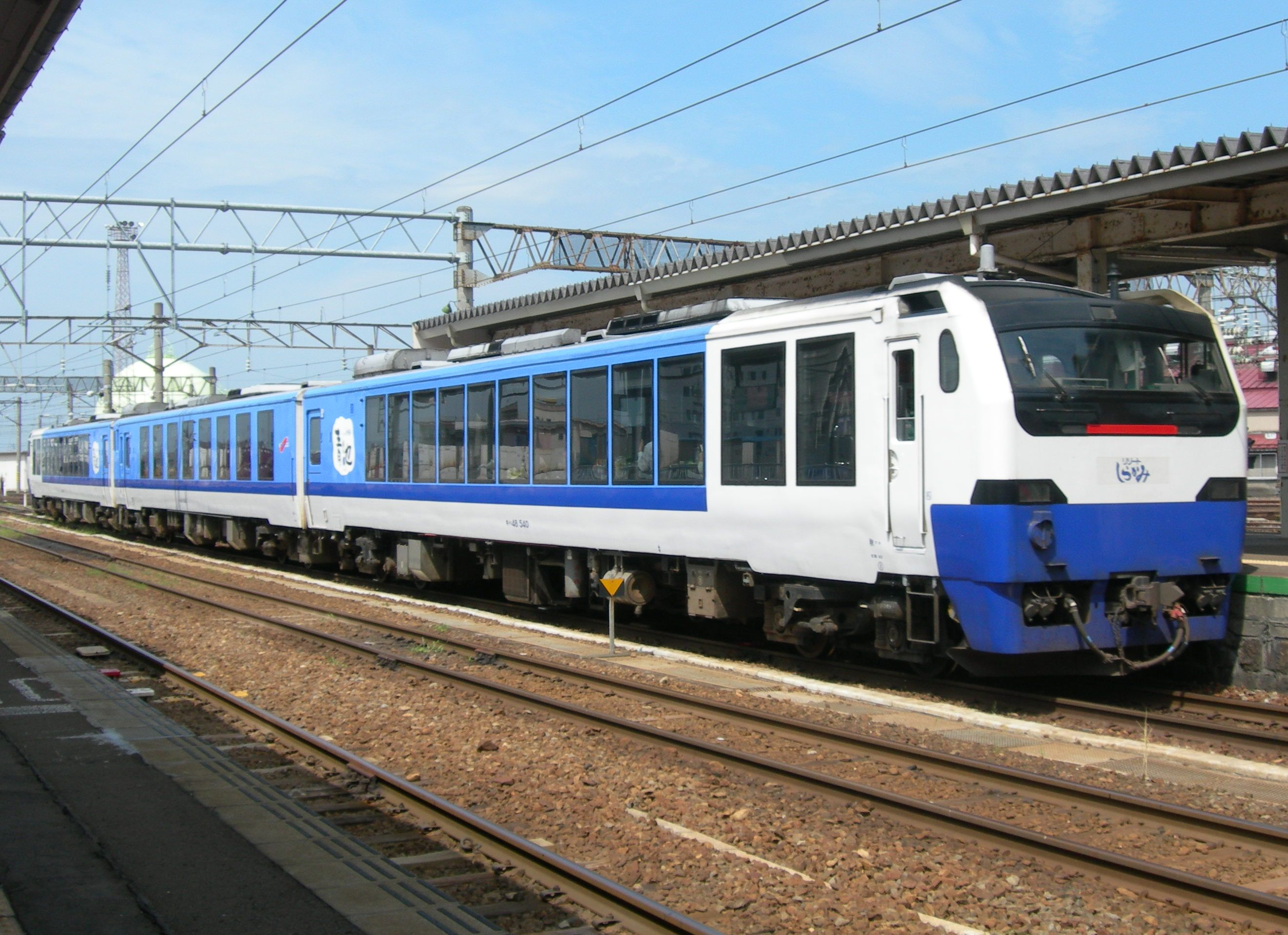
2010年8月，KiHa 48 青池减少到3辆

这是第一組Resort 白神號列車，由JR東日本土崎工廠將KiHa48系柴聯車改裝，於97年3月投入使用。原始編組有四輛車，兩端车換裝用新的驾驶室，而两辆中間车厢保留原始驾驶室。在2003年3月本編組加上名稱「青池」以與第二個編組「橅」区别。  
| 车廂   | 1           | 2            | 3            | 4           |
| ------ | ----------- | ------------ | ------------ | ----------- |
| 車號   | KiHa 48 533 | KiHa 48 1521 | KiHa 48 1543 | KiHa 48 540 |
| 座位数 | 40          | 32           | 32           | 40          |

从2006年3月起，本編組减為三辆，KiHa 48 1521改換塗裝，加入新的くまげら編組。  
| 车廂   | 1           | 2            | 3           |
| ------ | ----------- | ------------ | ----------- |
| 車號   | KiHa 48 533 | KiHa 48 1543 | KiHa 48 540 |
| 座位数 | 40          | 32           | 40          |

兩端车具有大全景窗，配置常规的单向座椅，驾驶室后面有一个小的交誼室。两辆中間车則各有八間可容納四人的半开放式隔間。  
本編組在2010年被新的HB-E300系列混合动力柴聯車所取代，原車从2011年2月起改為两辆车編組，改行駛於其他路線，稱為Cruising Train。  

### KiHa 48 橅

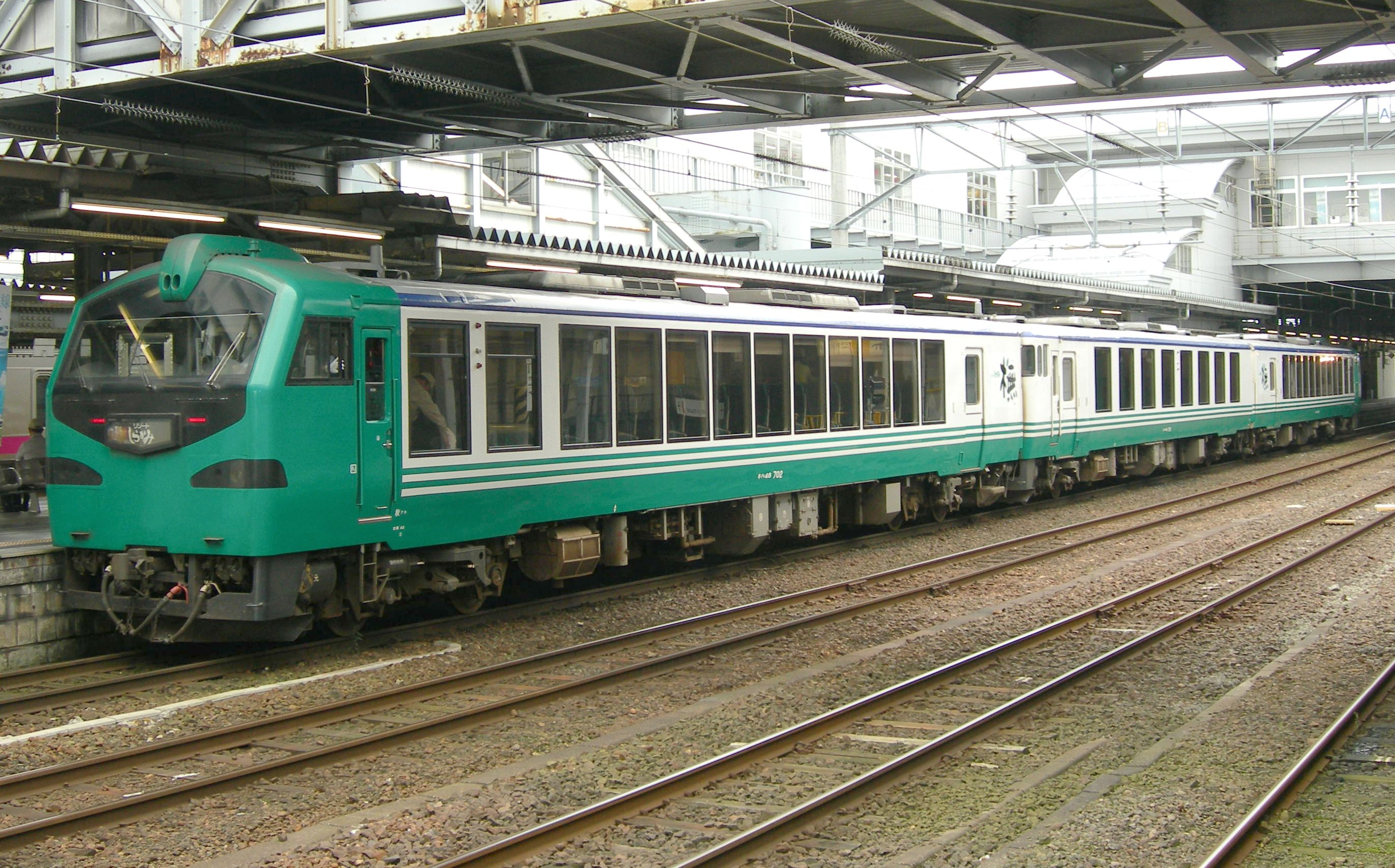
KiHa 48 橅3辆车編組，2010年10月

Resort 白神號大受歡迎，2003年3月JR 東日本土崎工廠又改裝了一組KiHa 40 柴聯車，命名为「橅」，于2003年4月1日入役，最初為3輛車編組，如下所示。  
| 车廂   | 1           | 2            | 3          |
| ------ | ----------- | ------------ | ---------- |
| 車號   | KiHa 48 701 | KiHa 48 1701 | KiHa 48702 |
| 座位数 | 39          | 32           | 40         |

2010年12月，本編組將原青池編組的KiHa 48 1543編入，變成4輛編組，如下所示。  
| 车廂   | 1           | 2            | 3         | 4          |
| ------ | ----------- | ------------ | --------- | ---------- |
| 車號   | KiHa 48 701 | KiHa 48 1701 | KiHa 1543 | KiHa 48702 |
| 座位数 | 39          | 32           | 32        | 40         |

改造前后的車號對照如下。  
| 目前車號     | 原車號               |
| ------------ | -------------------- |
| KiHa 48 701  | KiHa 40506           |
| KiHa 48 1701 | KiHa 40507           |
| KiHa 48 1543 | KiHa 48 1543（不变） |
| KiHa 48702   | KiHa 40510           |

与較早的青池編組一样，兩端车具有大型全景窗户，配置传统的2 + 2並排单向座椅，驾驶室后面设有一个小型交誼区。中間车設置半開放式隔間，座椅可以拉出以形成平坦的乘坐空间。還有一个吸烟室。  

### KiHa 48 くまげら （熊啄木鳥）

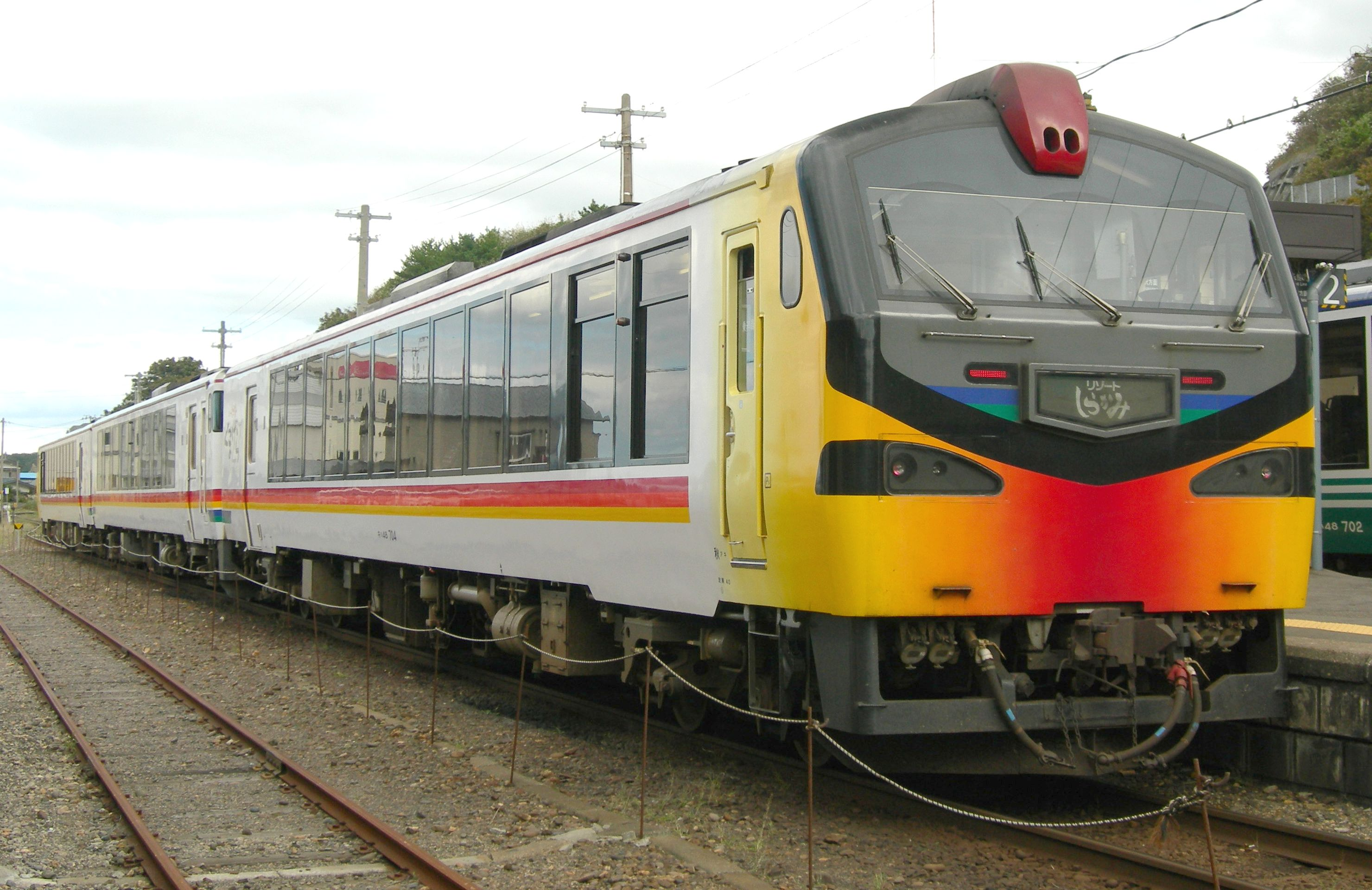
KiHa 48 くまげら3辆车編組，2010年10月

这是第三個編組，于2006年3月18日投入使用。くまげら是黑啄木鸟的日语名称，黑啄木鸟生活在世界遗产白神山地地区。最初編組為3节车，如下所示。KiHa 48 1521車原屬於青池編組。  
| 车廂   | 1           | 2            | 3           |
| ------ | ----------- | ------------ | ----------- |
| 車號   | KiHa 48 703 | KiHa 48 1521 | KiHa 48 704 |
| 座位数 | 39          | 32           | 40          |

在2010年12月，編組增加为四辆车，如下所示。  
| 车廂   | 1           | 2            | 3            | 4           |
| ------ | ----------- | ------------ | ------------ | ----------- |
| 車號   | KiHa 48 703 | KiHa 48 1521 | KiHa 48 1503 | KiHa 48 704 |
| 座位数 | 39          | 32           | 40           | 40          |

改造前後車號對照如下。  
| 目前車號     | 原車號               |
| ------------ | -------------------- |
| KiHa 48 702  | KiHa 40 506          |
| KiHa 48 1521 | KiHa 48 1521（不变） |
| KiHa 48 1503 | KiHa 48 1503（不变） |
| KiHa 48 704  | KiHa 40 510          |

与較早的編組，兩端车具有大型全景窗户，配置十排常规的2 + 2并排单向座椅，驾驶室后方有小型交誼廳。中間车有八个半开放式隔間，座椅可以拉出以形成平坦的乘坐空间。  

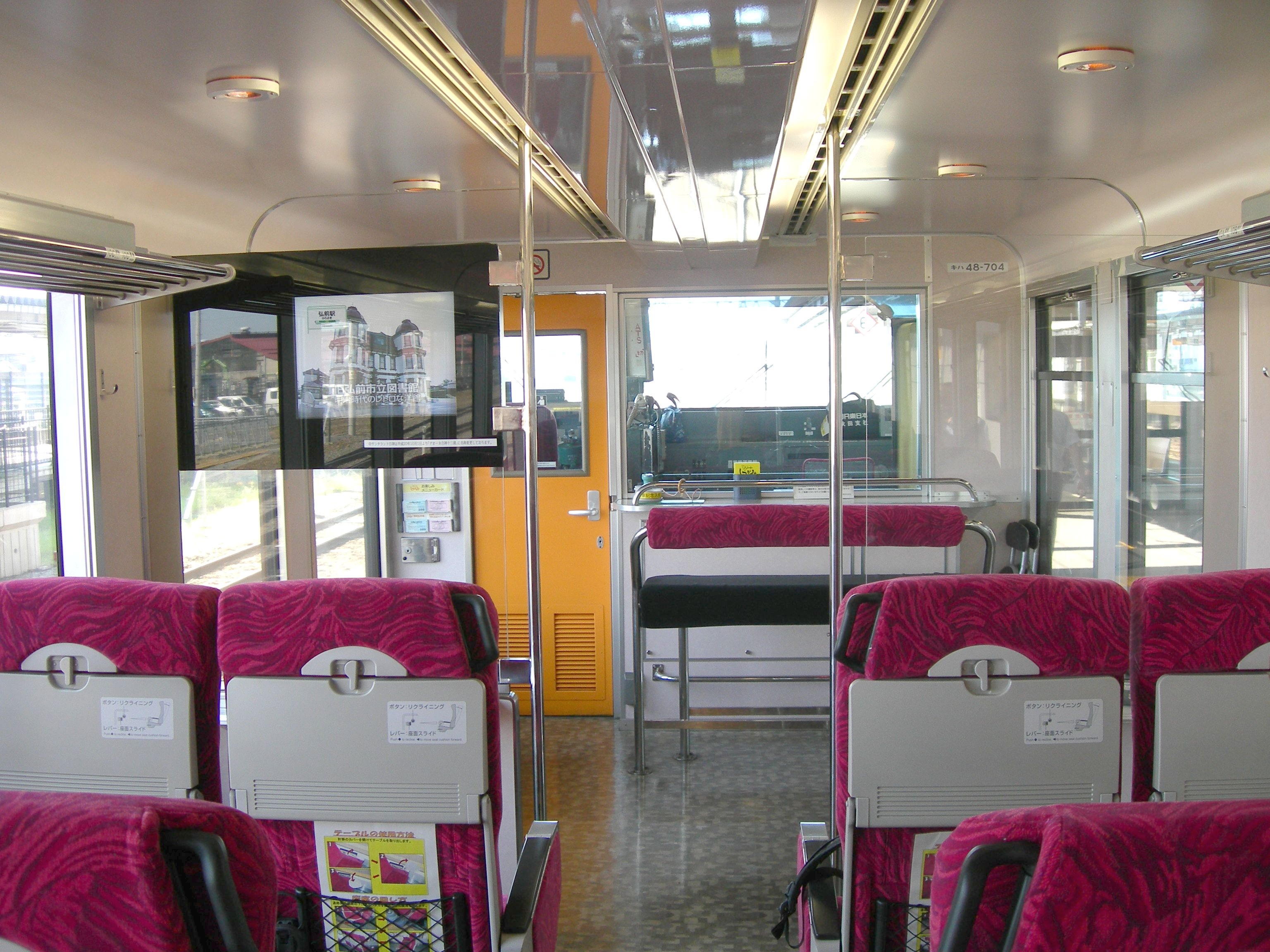
くまげら 車內部，向前方拍攝 ，2010年8月
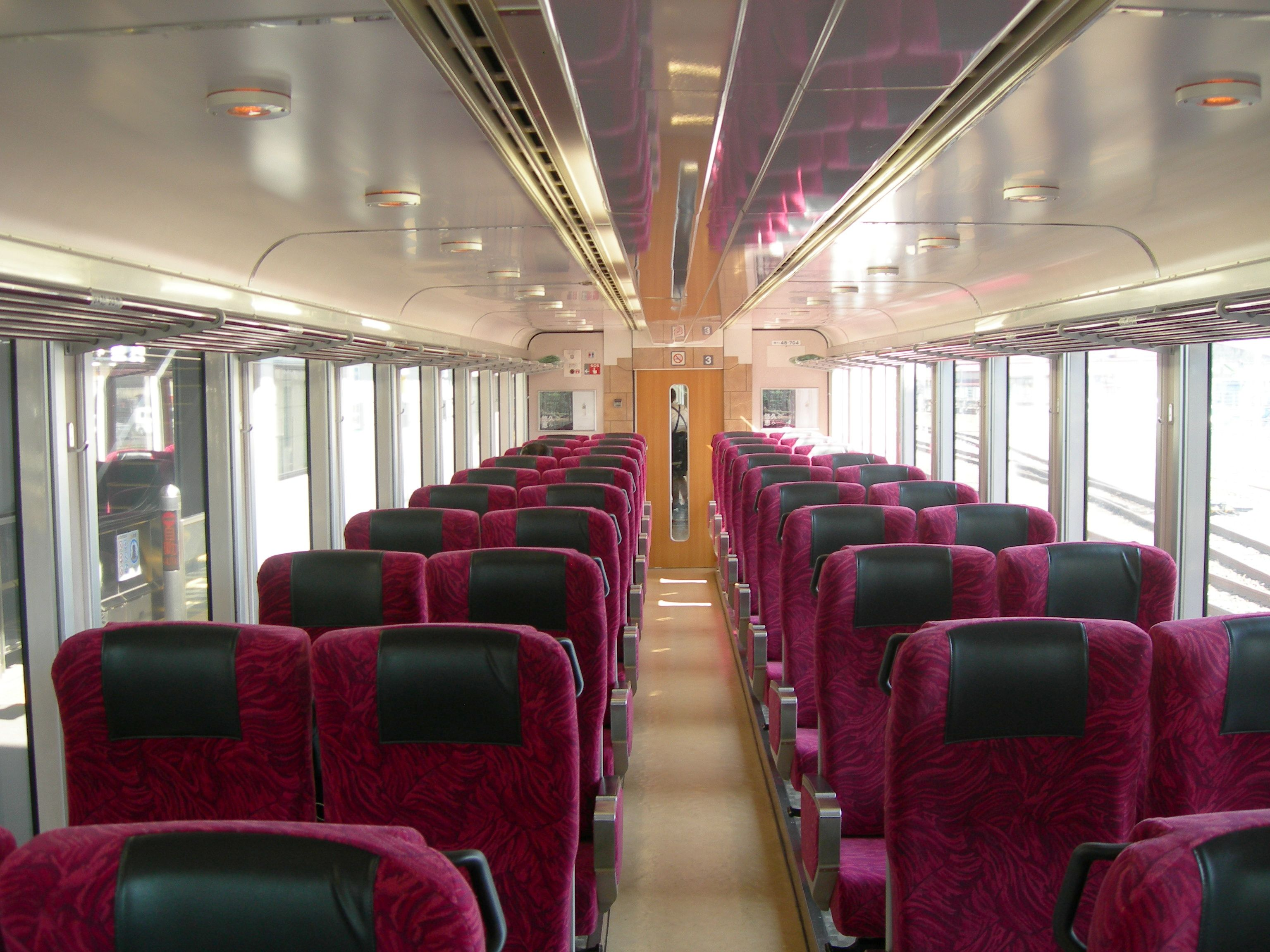
くまげら 編組3號車內部，2010年8月

### HB-E300系列 青池

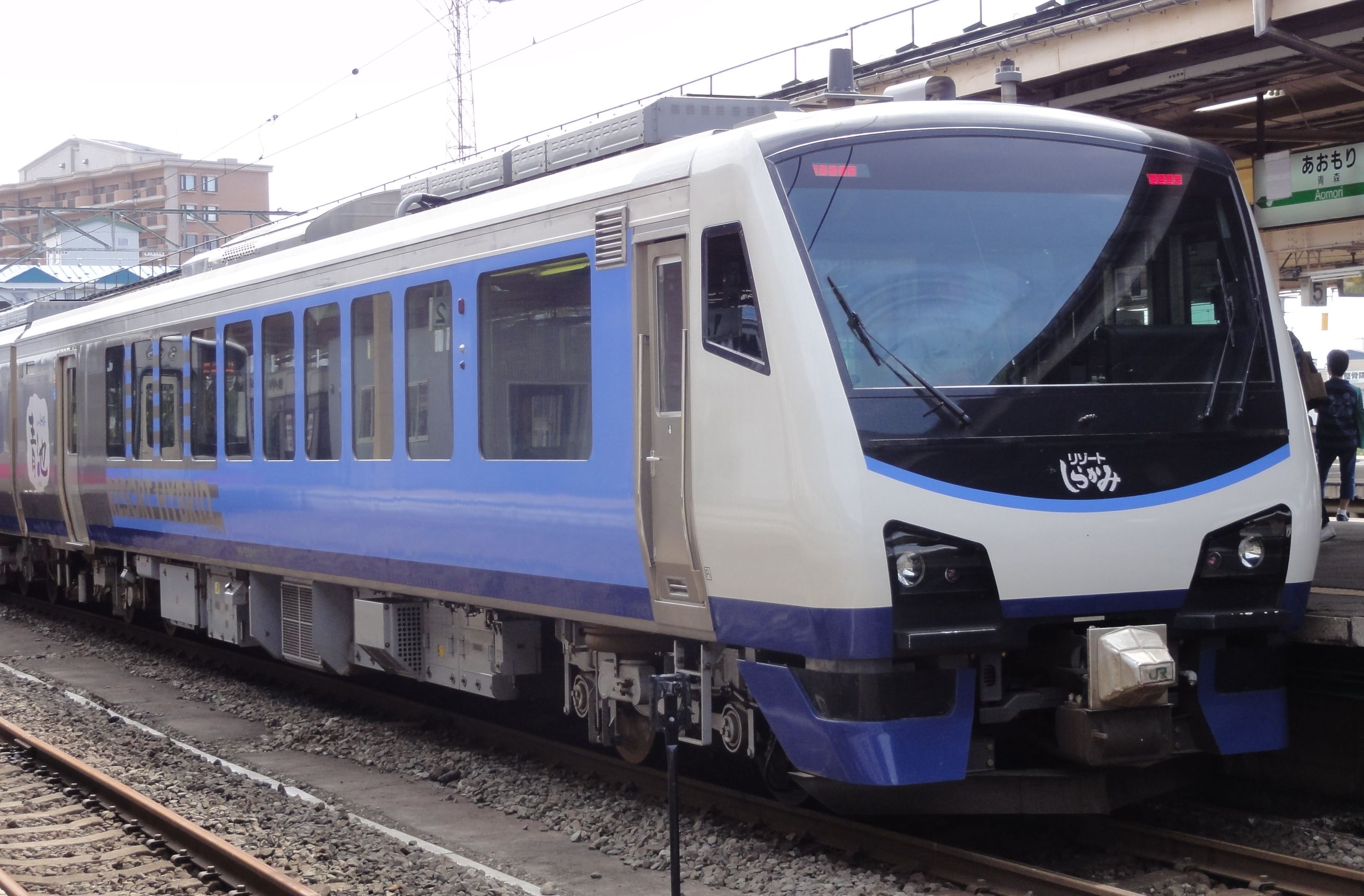
HB-E300系列Aoike将于2011年6月上市

这是2010年12月4日推出的四车編組混合动力柴聯車，取代了原始的KiHa 48 青池編組。  
編组如下所示。  
| 车廂   | 1         | 2           | 3         | 4         |
| ------ | --------- | ----------- | --------- | --------- |
| 車號   | HB-E301-1 | HB-E300-101 | HB-E300-1 | HB-E302-1 |
| 座位数 | 34        | 36          | 40        | 44        |

兩端车配置常规的2 + 2并排单向座椅，驾驶室后面有小型交誼廳。中間车厢設置半开放式隔間座位。  

### HB-E300系列 橅

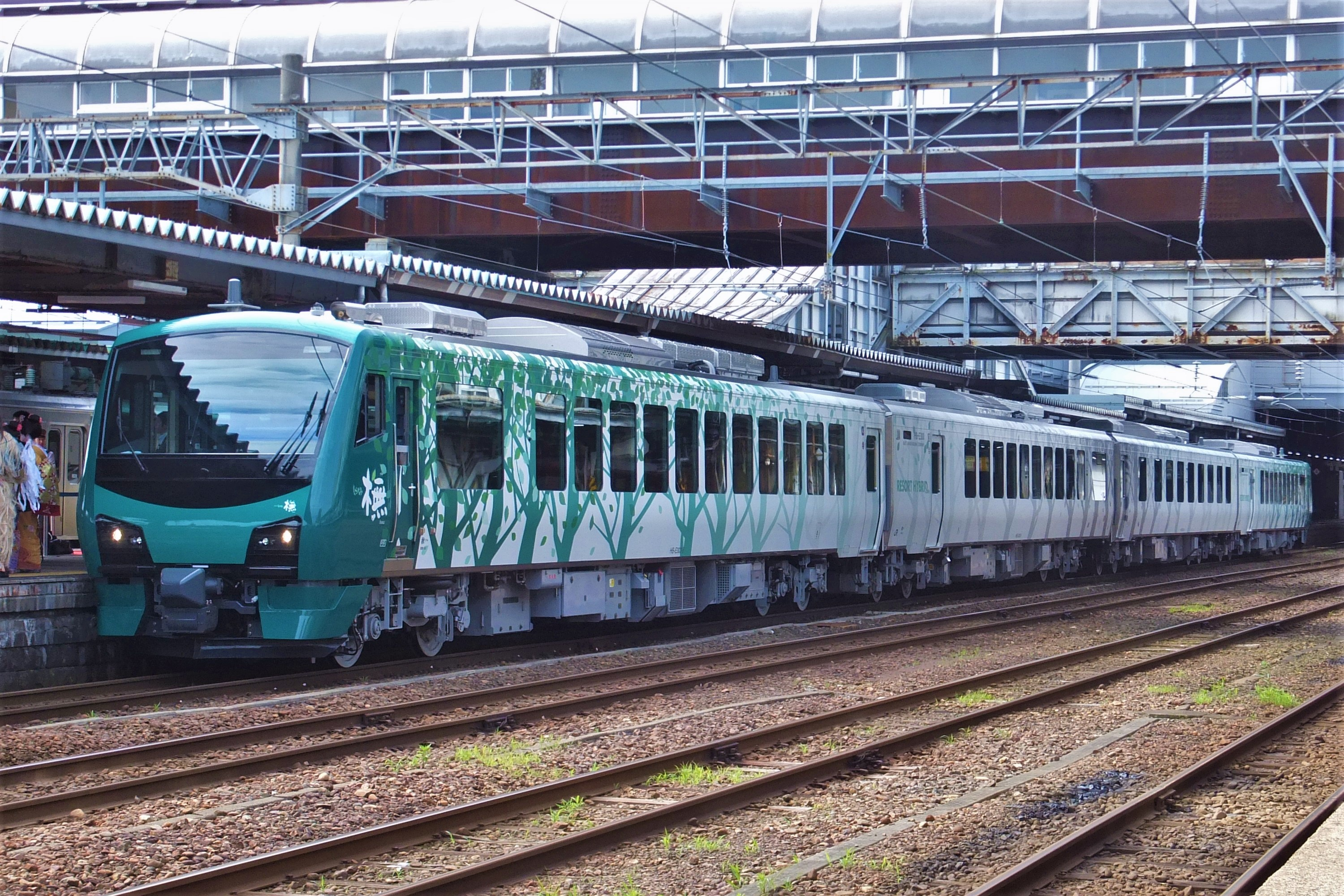
HB-E300系列「橅」編組，2016年7月

这是2016年7月16日推出的四车編組混合动力柴聯車，取代了原始的KiHa 48 橅編組。  
編组如下所示。 
| 車廂 | 1         | 2           | 3         | 4         |
| ---- | --------- | ----------- | --------- | --------- |
| 编号 | HB-E301-5 | HB-E300-105 | HB-E300-5 | HB-E302-5 |

車厢1、2和4配置常规的2 + 2并排单向座椅，而車厢3配置半开放式隔間。

## 历史

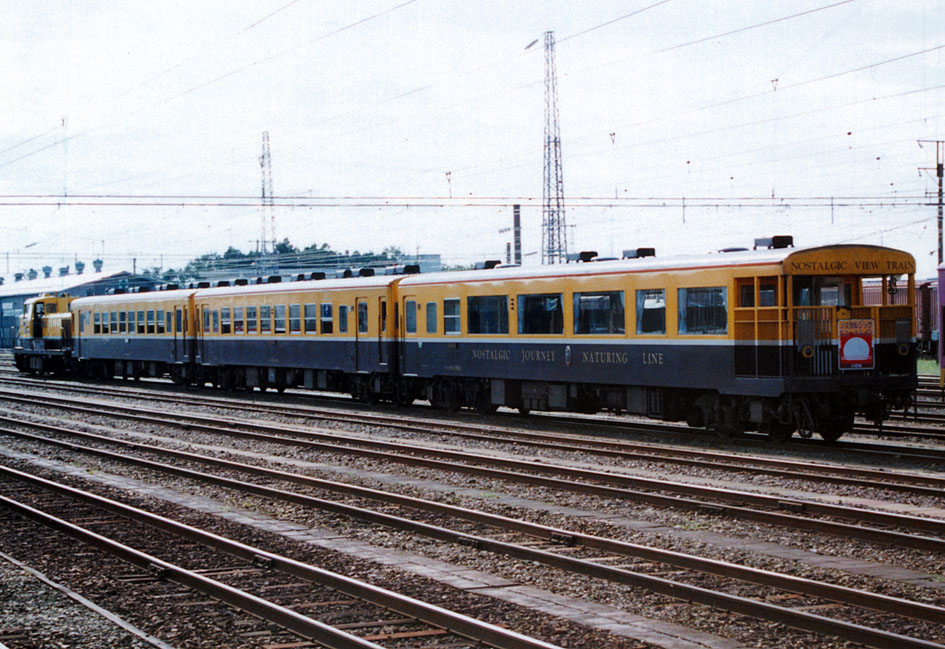
大约1992年的怀旧景观火车

1997年3月，随着秋田新干线的启用，Resort白神號列車開始行駛，它取代了由机车牵引的Nostalgic View Train；该列车由三輛改装过的50系客車編成，在五能线上用作观光列车。  
全新的HB-E300系混合動力柴聯車編組从2010年12月4日开始，配合東北新幹線延駛至新青森站，取代原KiHa48系柴聯車青池編組，行駛Resort白神號。 